# Potopul (roman)
Potopul (în poloneză Potop) este un roman istoric epic din 1886 al scriitorului polonez Henryk Sienkiewicz. Este parte a Trilogiei istorice din care mai fac parte romanele Prin foc și sabie și Pan Wołodyjowski.
Acțiunea romanului are loc între 1654 și 1657 pe fundalul războiului polono-suedez din 1655-1657.

## Personaje
- Janusz Radziwiłł
- Bogusław Radziwiłł
- Paweł Jan Sapieha
- Ioan Cazimir al II-lea Vasa
- Stefan Czarniecki
- Jerzy Sebastian Lubomirski

Personaje fictive bazate pe figuri istorice:
- Andrzej Kmicic - personajul principal
- Michał Wołodyjowski
- Aleksandra Billewiczówna
- Jan Onufry Zagłoba
- Jan Skrzetuski
- Stanisław Skrzetuski
- Soroka
- Roch Kowalski

## Ecranizări
- Potopul (în poloneză: Potop), film polonez din 1974 regizat de Jerzy Hoffman, cu actorul Daniel Olbrychski ca Andrzej Kmicic

## Traduceri
- Henryk Sienkiewicz - Potopul, Biblioteca pentru toți, nr. 488 - 492, Editura pentru Literatură, 1969
- Henryk Sienkiewicz - Potopul, Biblioteca pentru toți, nr. nr. 1171 - 1176, Editura Minerva, 1984